# L'Âge de glace 3 : Le Temps des dinosaures
Pour les articles homonymes, voir Âge de glace (homonymie).
Série L'Âge de glace
L'Âge de glace 2
(2006) L'Âge de glace 4 : La Dérive des continents
(2012)
Pour plus de détails, voir Fiche technique et Distribution.
L'Âge de glace 3 : Le Temps des dinosaures ou L'ère de glace : L'aube des dinosaures au Québec (Ice Age 3: Dawn of the Dinosaurs), est un film d'animation américain réalisé par Carlos Saldanha et co-réalisé par Michael Thurmeier. Le scénario, conçu par Michael Berg (en), Peter Ackerman, Mike Reiss et par Yoni Brenner, est basé sur une histoire originale de Jason Carter Eaton. Il est sorti en 2009. Troisième film de la série L’Âge de glace, il est suivi par L'Âge de glace 4 : La Dérive des continents.
Annoncé par le président de la Fox, Hutch Parker, le 30 janvier 2007, il était initialement prévu pour sortir le 12 décembre 2008, mais a été reporté en juillet 2009. Le film a été montré en avant-première dans certains cinémas pour la Fête des pères aux États-Unis (Father's Day).
Les « héros givrés » sont de retour pour une aventure incroyable. Scrat court toujours derrière son gland, et cette fois-ci il rencontre l'amour, Manny et Ellie sont très anxieux car ils vont avoir leur premier enfant, Diego quitte le groupe car il pense que ses facultés de chasseur s'amenuisent au fur et à mesure qu'il reste avec eux, et Sid le paresseux s'attire des ennuis en volant des œufs d'une tyrannosaure qui l'enlève. Dans un périple pour sauver Sid, le gang se retrouve dans un mystérieux monde souterrain, où vivent encore des dinosaures. Ils devront lutter contre la faune et la flore, et ils rencontreront Buck, une belette borgne excentrique aux airs d'Indiana Jones qui va les aider à sauver Sid. Mais une créature bien plus grosse que  la mère tyrannosaure, que Buck appelle Rudy (un Baryonyx) les poursuit.

## Synopsis
Les mammouths Manny et Ellie attendent leur premier enfant. La perspective de devenir père amène Manny à construire une aire de jeux pour le petit, en essayant de la rendre aussi sûre que possible. La nouvelle situation conduit Diego à se sentir bien seul, et il envisage sérieusement de quitter le groupe, se sentant perdre de sa vigueur devant cette vie trop tranquille. Sid en reste songeur, et part de son côté en se demandant comment il pourrait fonder sa propre famille. Quand il marche sur une mince couche de glace, celle-ci se rompt en le faisant tomber dans un gigantesque tunnel souterrain. Il y trouve trois grands œufs apparemment abandonnés. N'ayant reçu aucune réponse à ses appels, Sid décide de les prendre en charge, conduit par un instinct maternel soudain et par un désir incontrôlable de construire une famille. Il dirige vers la sortie du tunnel les trois œufs à qui il donne des noms : Mimosa, Cocotte et Titeuf (original Eggbert, Shelly et Yoko). Il manque rapidement d'en détruire un. Ayant pris conscience de la situation, Manny et Ellie cherchent à convaincre Sid de ramener les œufs là où il les a découverts, convaincus que leur mère doit les chercher partout, mais le paresseux ne veut pas renoncer à ceux qu'il appelle déjà « mes petits ». Pourtant, une masse gigantesque trouve le trou laissé par Sid et pousse un rugissement.
Au même moment, naissent de ces œufs des petits dinosaures, aussi gros que Sid, ne sachant dire que « maman ». Les petits, quoique très affectueux, vont se montrer fauteurs de troubles, mais Sid, prenant très au sérieux son rôle de mère, essaie de les protéger et de leur donner de bons enseignements, même de leur inculquer le régime végétarien sain (avec des résultats médiocres). Ils détruisent l'aire de jeux installée par Manny, provoquant sa colère. Mais soudain, la terre se met à trembler et tous peuvent entendre des rugissements, appartenant à une féroce femelle T-rex. Après un moment de stupéfaction, Manny comprend qu'elle est la mère des petits et le crie à Sid, mais celui-ci ne veut toujours pas qu'ils partent. La tyrannosaure le coince avec les bébés et il la met au défi de lui passer sur le corps pour les lui prendre. En réponse, le dinosaure s'empare de lui et des petits, et les emporte avec lui. Témoins de la scène, Manny, Ellie, Crash et Eddie, et Diego, décident de sauver Sid. Malgré la tentative de Manny de convaincre Ellie de ne pas participer à l'expédition, comme elle a atteint le stade terminal de sa grossesse, le groupe suit les traces du T-rex pour atteindre la caverne souterraine. Au bout de celle-ci, ils traversent un gigantesque squelette qui fait office de pont.
Puis ils débouchent sur tout un monde souterrain, dénué de glace et, surtout, peuplé de dinosaures. Attaqué par un ankylosaurus camouflé dans la grotte, le groupe s'échappe en glissant sur le dos d'un brachiosaurus. Ils sont aussitôt entourés par d'autres dinosaures prêts à les attaquer, mais intervient Buck, version longue Buckminster, une belette avec un bandeau sur l'œil droit, déluré. Une fois hors de danger, Ellie se rend compte que Buck est la clé pour trouver et sauver Sid, et lui demande de l'aide. Mais il affirme simplement qu'« il est mort ». Plus précisément, Buck les avertit que Sid a probablement été emporté par la T-rex dans son antre vers les chutes de lave, séparées d'eux par :
1. la Jungle du Malheur,
2. le Gouffre de la Mort,
3. les Falaises de l'Effroi.

D'autant qu'il affirme que la Bête rôde, qu'il appelle Rudy ou la Chose, plus grande qu'un tyrannosaure, et que c'est elle qui lui a crevé l'œil. Crash et Eddie sont fascinés par ce discours, mais Manny n'en tient pas compte et le traite de fou. Ils continuent sans lui, mais après avoir atteint la jungle du malheur, Manny et Diego sont la proie d'une grande plante carnivore, de laquelle ils sont sauvés une fois de plus par Buck.
Sid est relâché avec les petits dinosaures dans la caverne de la T-rex, laquelle tente aussitôt de le dévorer. Mais les petits finissent par s'interposer. Il continue de rivaliser avec la maman T-rex en ce qui concerne leur éducation, et entre les deux naît une forme de compréhension. De son côté, ayant gagné en crédibilité auprès des autres, Buck les guide dans le gouffre de la mort, une grande crevasse qui exhale un gaz mortel. Ellie traverse la première avec Buck sur une cage thoracique de dinosaure tractée avec des lianes. Lorsque les autres traversent, la cage s'immobilise au centre du gouffre. Tous sont victimes du gaz hilarant, y compris Buck qui se fait chatouiller en plein sauvetage. C'est Ellie qui tire la cage thoracique en abattant l'arbre auquel elle est reliée. Pendant ce temps, la T-rex fuit quelque chose, d'après les empreintes, de bien plus gros qu'elle. Le soir, Buck explique au groupe comment il a eu le bandage sur son œil droit, à la suite d'un coup infligé par l'une des griffes géantes de Rudy. De cette mésaventure, la belette garde une dent prise au dinosaure quand celui-ci a essayé de le dévorer, et l'utilise comme un sabre.
Ils atteignent finalement la dernière étape, les falaises de l'effroi. Ellie commence à avoir des contractions et est forcée de s'arrêter. Elle a été repérée par des féroces guanlongs, qui provoquent un éboulement. Manny et Diego décident de rester protéger Ellie. Le groupe se divise, ne laissant que Buck et les opossums Crash et Eddie pour sauver Sid. Celui-ci, séparé de la famille tyrannosaure, est en bien mauvaise posture car il se fait attaquer par Rudy. Il n'a d'autre choix que de se placer sur un rocher glissant au milieu de la rivière de lave, vers les chutes de lave. Les trois compagnons chevauchent un harpactognathus et sèment un groupe de sauvages cearadactylus pour sauver Sid juste à temps. Pendant ce temps, Diego et Manny ont vaincu les guanlongs, tandis qu'Ellie donne naissance à la petite fille que elle et Manny nomment Pêche. Le groupe se rassemble avec Sid et, à nouveau dirigé par Buck, se prépare à retourner dans son monde. Mais Rudy, le féroce rival de Buck, les attend devant la grotte et se révèle être un baryonyx albinos. Buck l'attire de son côté et manque de se faire dévorer. Le groupe parvient à immobiliser le dinosaure en l'attachant avec des lianes. Au moment de partir, Sid tombe sur une des lianes, libérant Rudy furieux. Il se jette sur Sid pour le dévorer, mais la maman T-rex intervient et le pousse violemment jusqu’à le jeter dans une crevasse d’où le dinosaure albinos disparait. Sid est maintenant prêt à faire ses adieux aux trois petits tyrannosaures et à leur mère légitime, et il les salue avec tristesse. Buck, désormais convaincu de la mort de Rudy, sait qu'aucune raison valable ne le retient dans ce monde, de sorte qu'il accepte l'invitation de se joindre à eux et revenir à la surface. Mais sur le point d'atteindre la sortie, Buck entend le rugissement de Rudy et décide de rester, donnant comme excuse qu'il doit veiller à ce qu'aucune créature ne quitte ce "monde-du-dessous" ; puis il détruit le pont entre le monde des glaces et le monde des dinosaures.

## Fiche technique
- Titre original : Ice Age: Dawn of the dinosaurs
- Titre français : L'Âge de Glace 3 : Le Temps des dinosaures
- Titre québécois : L'ère de glace : L'aube des dinosaures
- Réalisation : Carlos Saldanha
- Co-réalisation : Mike Thurmeier [2]
- Scénario : Peter Ackerman, Michael Berg, Yoni Brenner, Mike Reiss et Jason Carter Eaton (histoire)
- Storyboard : Karen Disher
- Direction artistique : Mike Knapp
- Montage : Harry Hitner et James Palumbo [3]
- Musique : John Powell
- Production : John C. Donkin et Lori Forte
- Sociétés de production : Twentieth Century Fox Film Corporation, Blue Sky Studios
- Société de distribution : 20th Century Fox
- Budget : 90 000 000 $ US
- Pays d'origine :  États-Unis
- Langue originale : anglais
- Format : couleur (DeLuxe) — 35 mm — 1,85:1 — Dolby Digital, DTS
- Genre : animation
- Durée : 94 minutes
- Dates de sortie :
- États-Unis, Canada : 26 juin 2009
- France, Belgique et Suisse romande : 1er juillet 2009
- Sortie en DVD :
  - États-Unis : 27 octobre 2009
  - France : 6 décembre 2009

## Distribution

### Voix originales
- Ray Romano : Manny
- John Leguizamo : Sid
- Denis Leary : Diego
- Simon Pegg : Buckminster « Buck »
- Seann William Scott : Crash
- Josh Peck : Eddie
- Queen Latifah : Ellie
- Bill Hader : Gazelle
- Chris Wedge : Scrat
- Karen Disher : Scratina
- Lucas Leguizamo : le garçon Oryctérope / le garçon castor 2
- Eunice Cho : la fille Diatryma
- Harrison Fahn : le garçon Glypto
- Maile Flanagan : la mère Oryctérope
- Jason Fricchione : la marmotte mâle adulte
- Kelly Keaton : la mère marmotte
- Joey King : la fille castor
- Clea Lewis : mère Start
- Jane Lynch : mère Diatryma
- Christian Pikes : le petit Johnny
- Joe Romano : Ronald
- Dana Belben : Peche

Galerie photo des acteurs
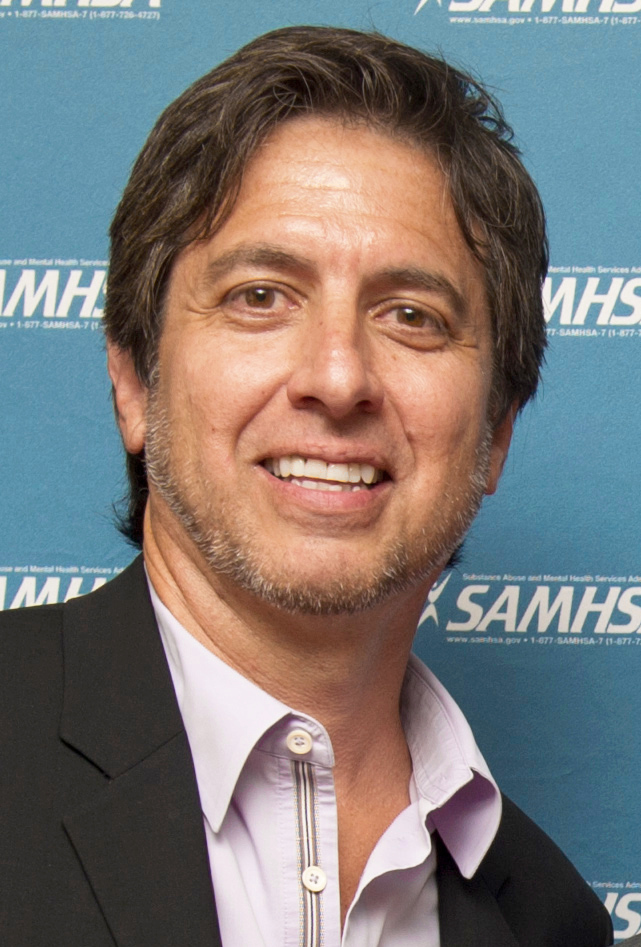
Ray Romano
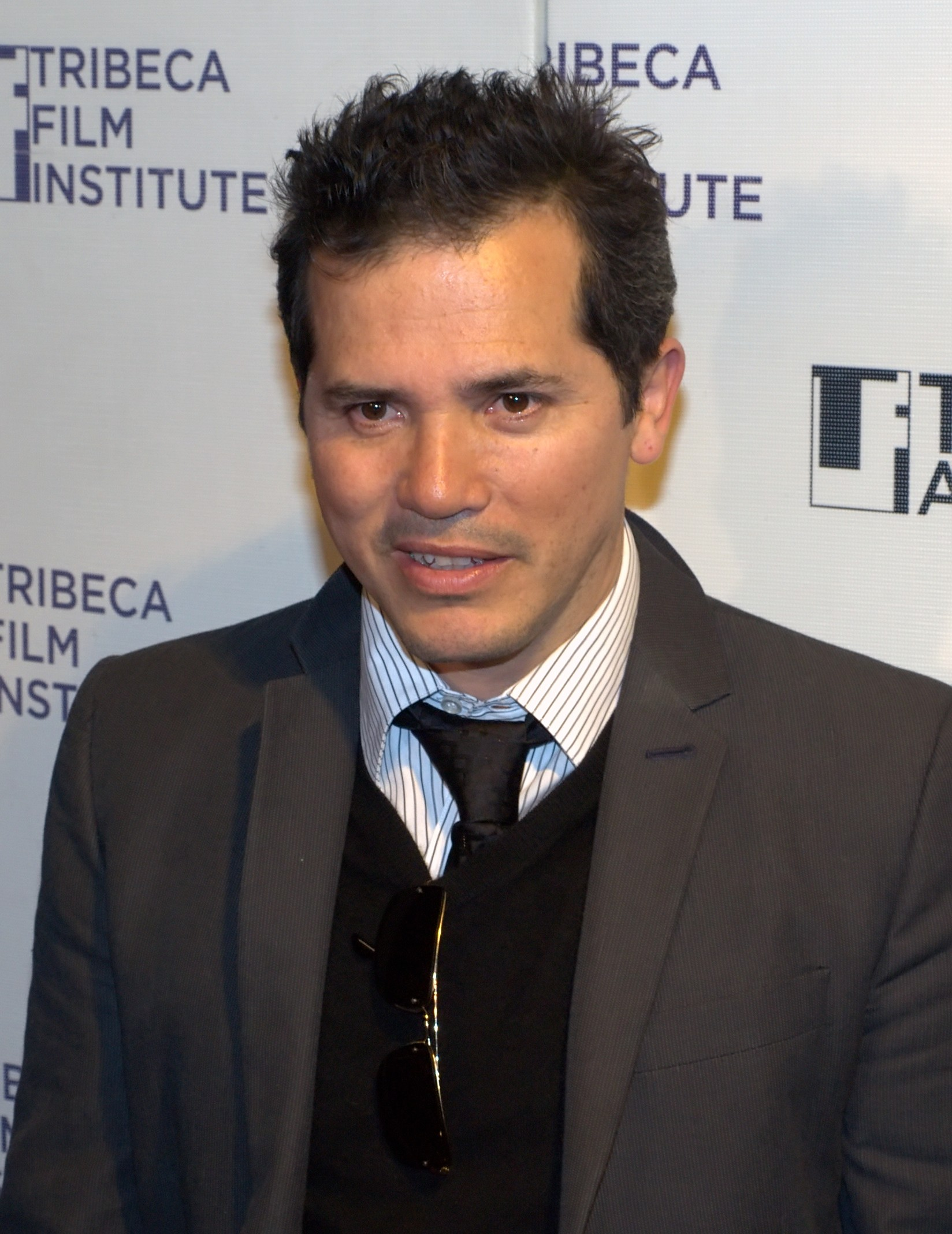
John Leguizamo
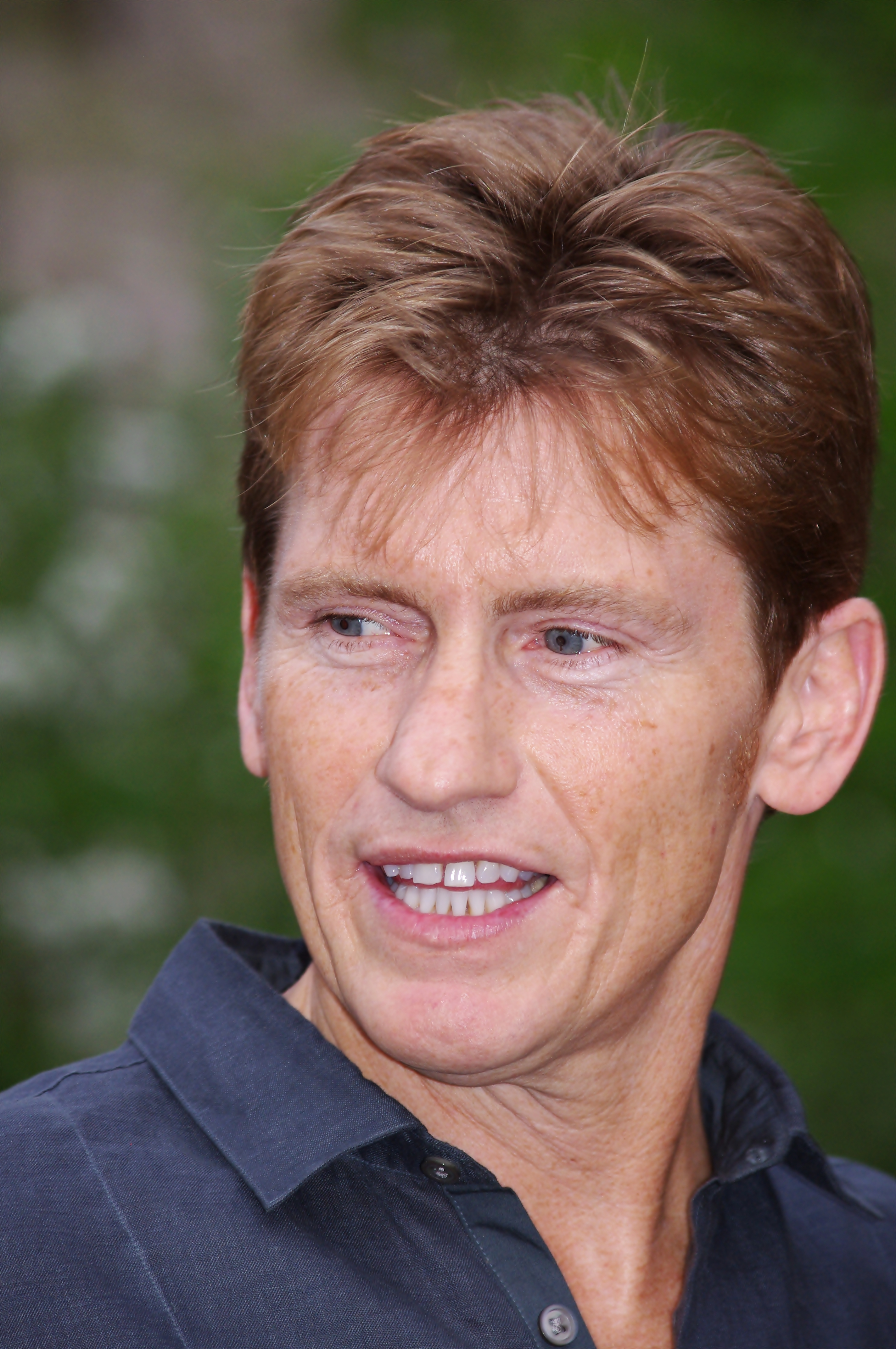
Denis Leary
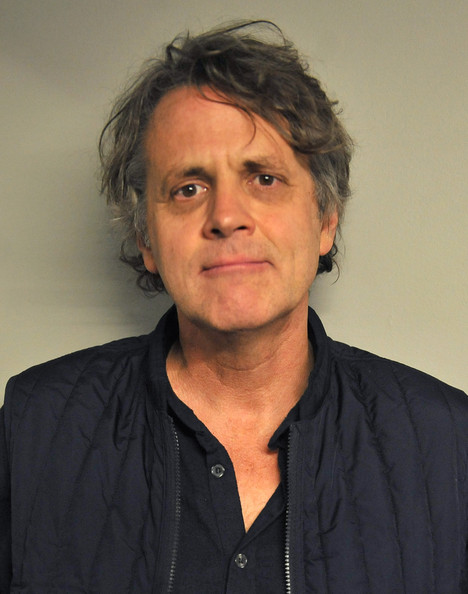
Chris Wedge
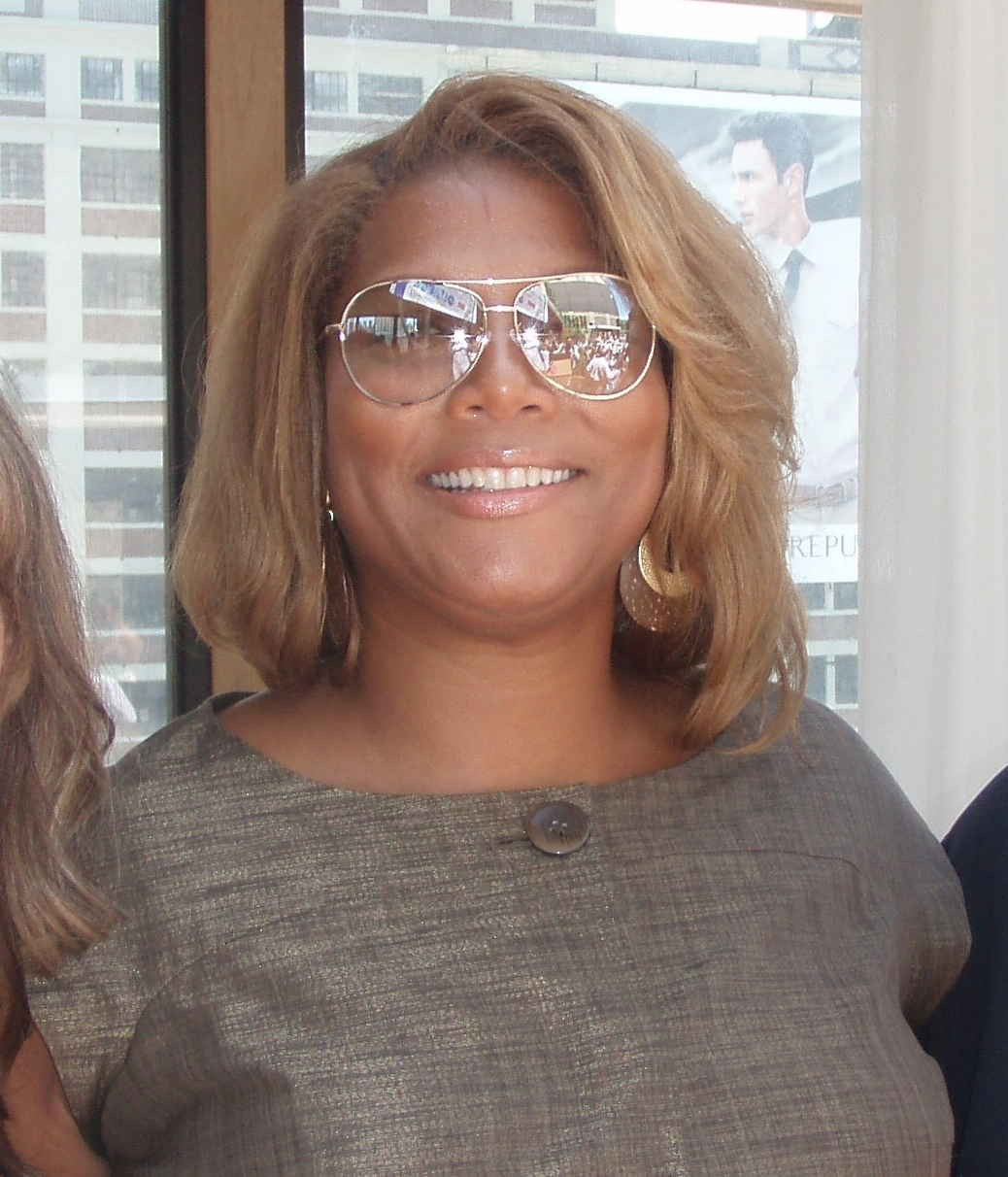
Queen Latifah
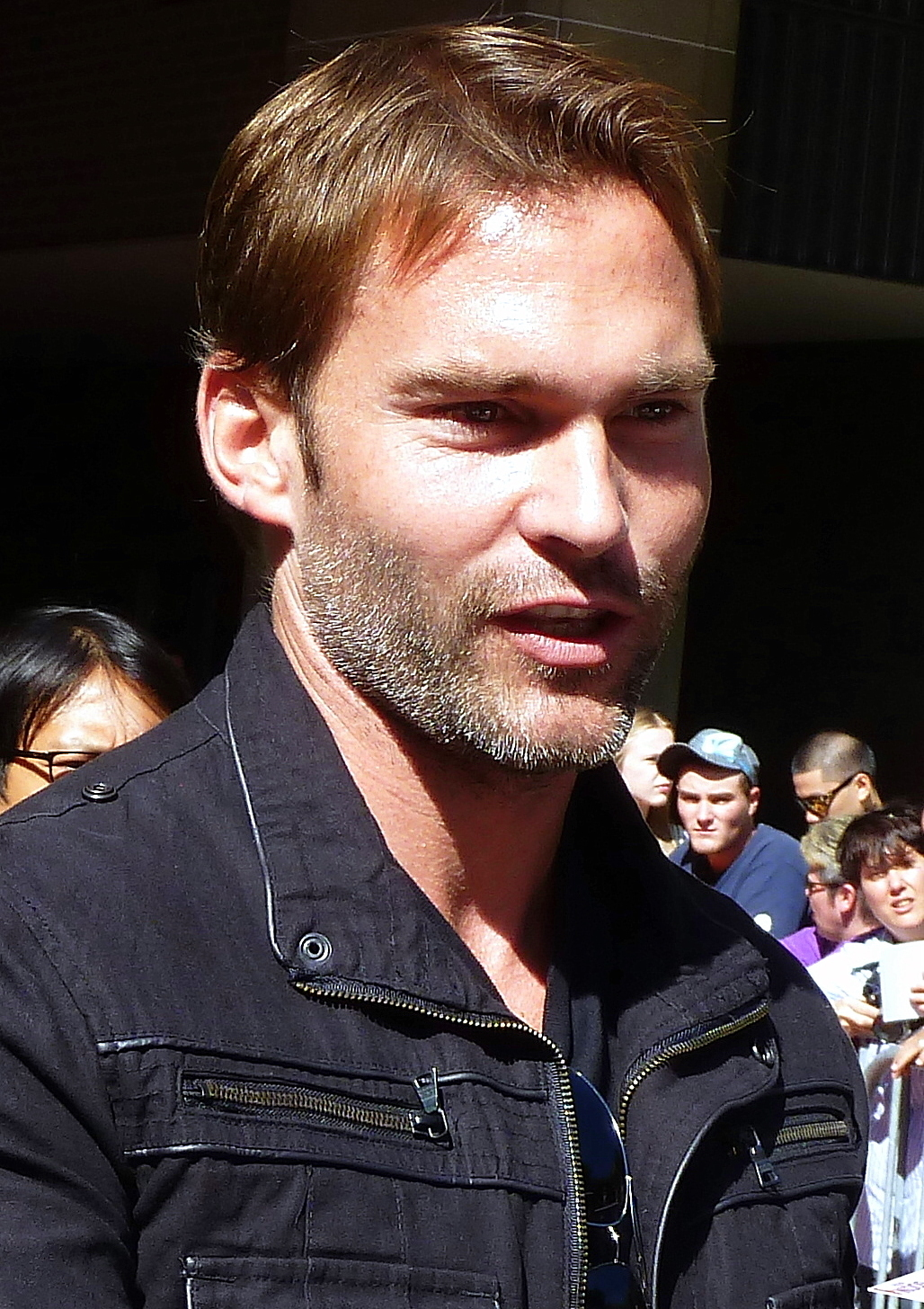
Seann William Scott
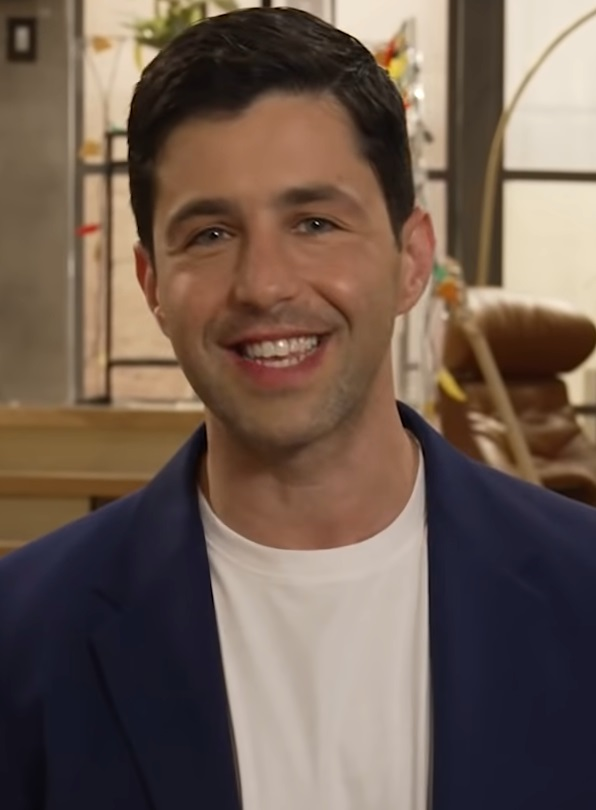
Josh Peck
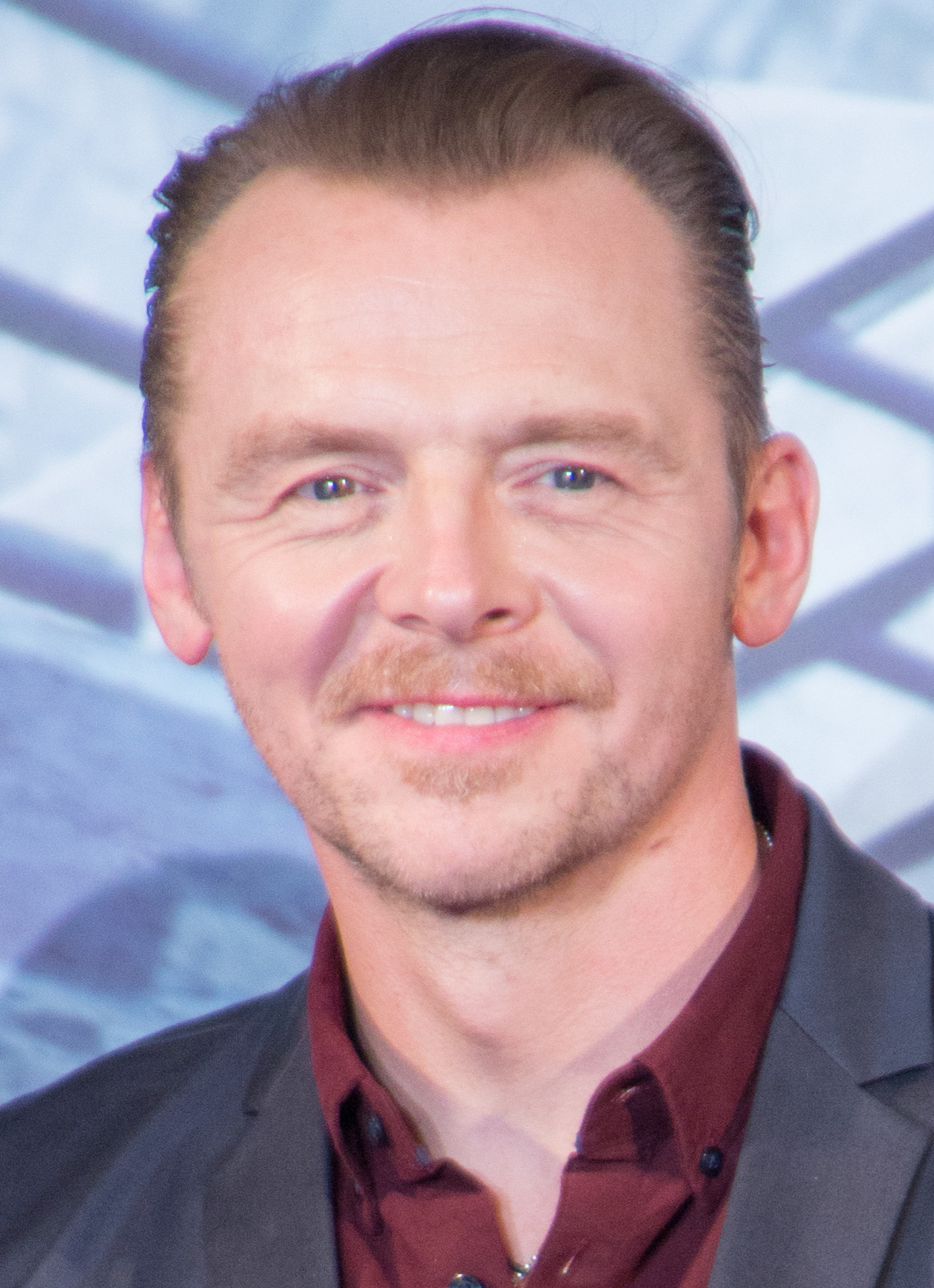
Simon Pegg
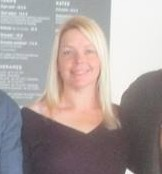
Karen Disher
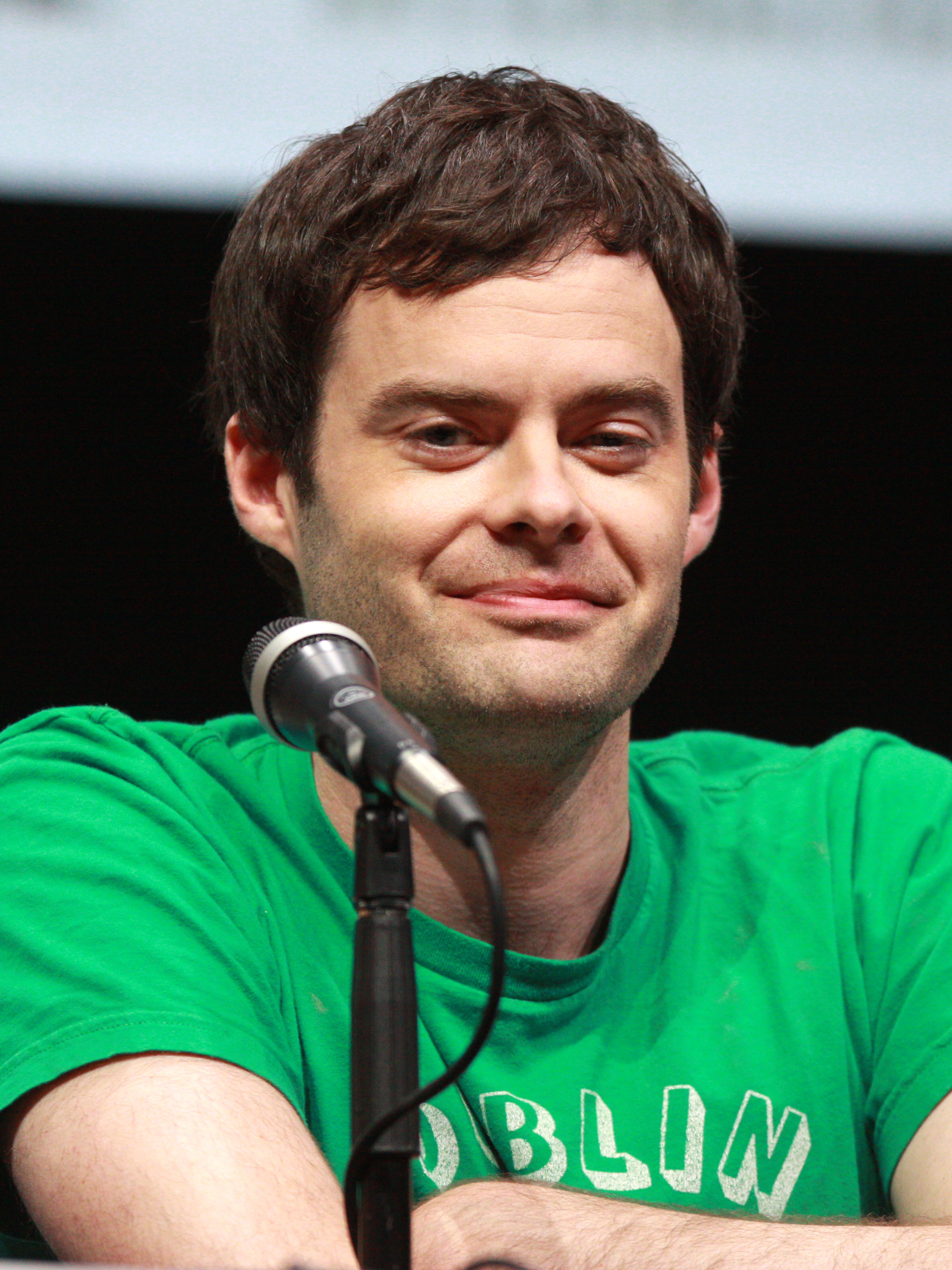
Bill Hader
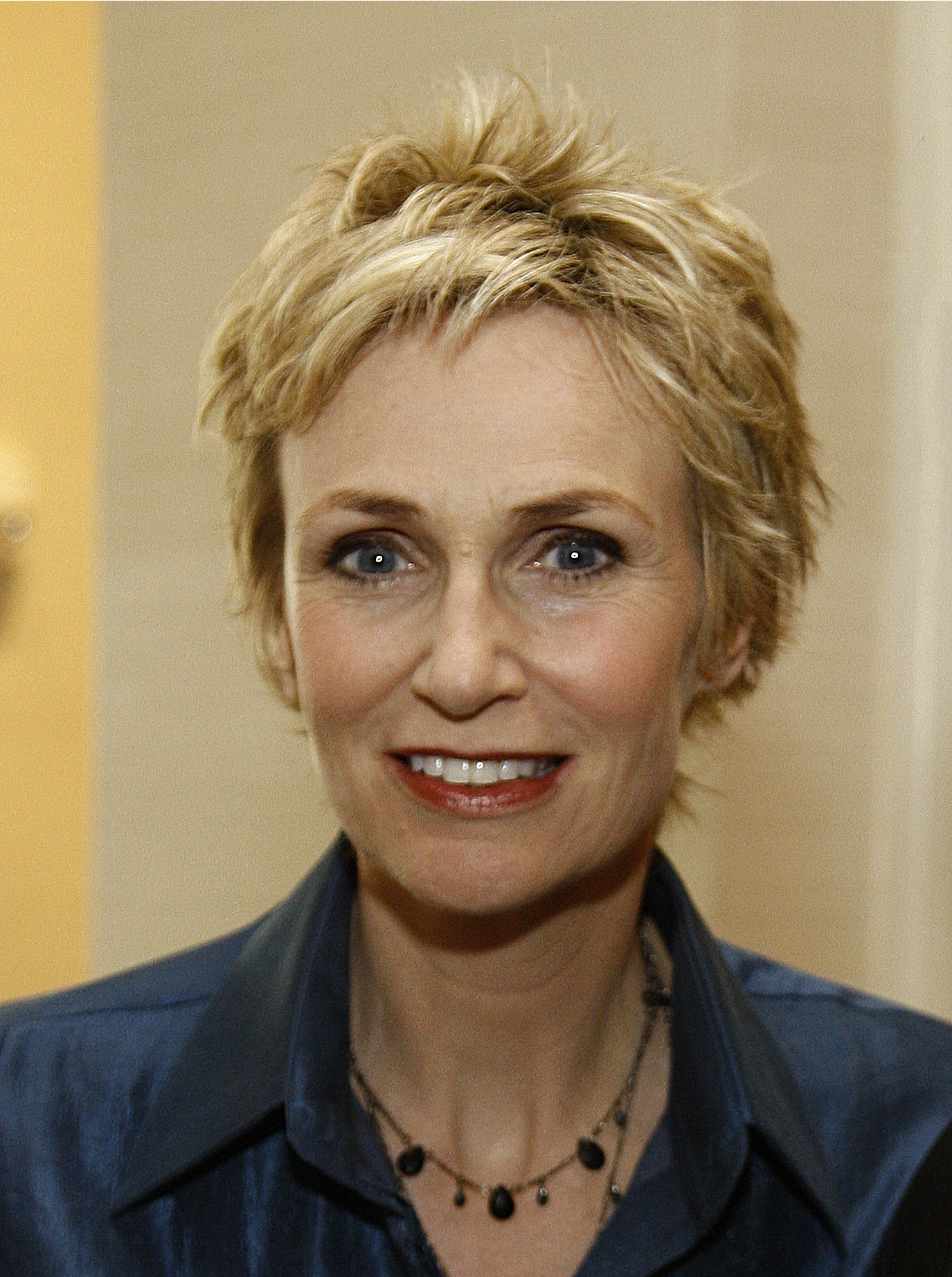
Jane Lynch
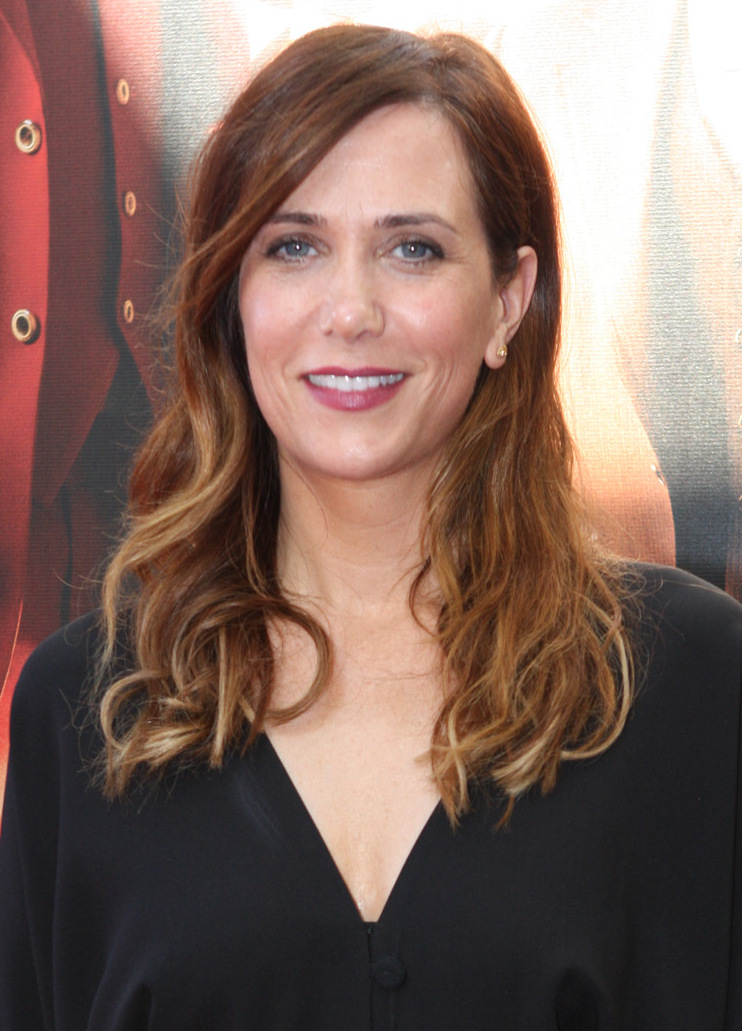
Kristen Wiig

### Voix françaises
- Gérard Lanvin : Manny
- Élie Semoun : Sid
- Vincent Cassel : Diego
- Emmanuel Curtil : Buckminster « Buck »
- Christophe Dechavanne : Crash
- Alexis Tomassian : Eddie
- Armelle Gallaud : Ellie
- Emmanuel Garijo : Gazelle
- Chris Wedge : Scrat
- Karen Disher : Scratina
- Gabriel Bismuth-Bienaimé : le petit Johnny
- Jules Timmerman : les bébés dinosaures
- Clara Quilichini : la fille castor

Version française
- Société de doublage : Dubbing Brothers
- Direction artistique : Barbara Tissier
- Adaptation : Agnès Dusautoir

Source version française : Voxofilm.

## Sorties cinéma
• Emirats Arabes Unis, Argentine, Autriche, Australie, Belgique, Bulgarie, Brésil, Canada, Suisse, République Tchèque, Allemagne, Danemark, Estonie, Égypte, Finlande, France , Royaume-Uni, Grèce, Hong Kong, Indonésie, Israël, Islande, Kazakhstan, Liban, Lituanie, Mexique, Malaisie, Pays-Bas, Norvège, Nouvelle-Zélande, Pérou, Portugal, Russie, Suède, Singapour, Slovénie, Syrie, Turquie, Taïwan, Ukraine, Uruguay, Venezuela et Afrique du Sud : 26 juin 2009
• Espagne, Hongrie, Koweït, Pologne et Thaïlande : 2 juillet 2009
• Colombie, États-Unis, Irlande, Inde, Lettonie, Panama, Philippines et Roumanie : 3 juillet 2009
• Chine : 8 juillet 2009
• Pakistan : 10 juillet 2009
• Japon : 25 juillet 2009
• Corée du Sud : 13 août 2009
• Italie : 28 août 2009

## Accueil

### Réception
Le 2 juillet 2009, le film avait une note de 45 % sur Rotten Tomatoes, basée sur 119 critiques, avec une note moyenne de 5,4 / 10. Cependant, le célèbre critique de film Roger Ebert a donné une note de 3,5 / 4 au film, en disant « L'Âge de glace 3 est le meilleur des trois films sur les aventures de nos amis et de toute leur tribu de vaillants héros préhistoriques. De plus, il s'agit d'une des meilleures utilisations de la 3D que j'ai vu dans un film d'animation ».

### Box-office
L'Âge de glace 3 : Le Temps des dinosaures a réalisé le meilleur démarrage aux États-Unis, un mercredi, pour un film d'animation, selon Box-Office Mojo. Le film a recueilli 13,8 millions de dollars US de recettes uniquement le 1er juillet, en battant le précédent record de Shrek 2, qui avait enregistré 11,8 millions de dollars de recettes le 19 mai 2004.
Lors de ses premières séances de 14 h à Paris, le film réunit 15 615 personnes, soit le 4e plus gros démarrage de l'histoire. Cela se confirma encore plus car lors de son seul premier jour d'exploitation, le film a rassemblé 767 099 personnes dans les salles françaises, soit le troisième meilleur démarrage de l'histoire derrière Spider-Man 3 et Taxi 2. Durant ses cinq premiers jours d'exploitation en France, le film a rassemblé 2 403 734 spectateurs, ce qui l'a hissé, en 2009, à la première place du classement des films d'animation en fonction du box-office de leur première semaine en France.
Le film bat deux records en France, celui du meilleur démarrage sur Paris-périphérie avec 179 991 entrées, battant Spider-Man 3 et le meilleur premier jour pour un film d'animation, battant ainsi Ratatouille.
| Pays ou région | Box-office        | Date d'arrêt du box-office | Nombre de semaines |
| -------------- | ----------------- | -------------------------- | ------------------ |
| Mondial        | 886 686 817 $     | 22 novembre 2009           | 21                 |
| États-Unis     | 196 573 705 $     | 22 novembre 2009           | 21                 |
| France         | 7 803 757 entrées | 22 septembre 2009          | 8                  |
| Suisse         | 606 025 entrées   | 28 juillet 2009            | 4                  |

## Autour du film

## Produits dérivés

### Jeu vidéo
Le jeu vidéo L'Âge de glace 3, édité par Activision, est sorti en France le 26 juin 2009 sur Wii, Nintendo DS, PlayStation 2, PC, PlayStation 3 et Xbox 360. Le jeu permet au joueur de contrôler Manny, Sid, Diego, Scrat, Scratina ou Buck. Le joueur doit fuir des dangereux dinosaures, mettre un œuf en sécurité, faire la quête d'un gland ou explorer des grottes et des jungles. Le personnage d'animation de cinéma Tony la tchatche refait son apparition et est devenu un nouveau personnage de jeu vidéo pour la première fois dans un jeu vidéo de film, les deux rhinocéros, Carl et Frank, apparaissent le temps d'un niveau. De nombreuses musiques du premier jeu L'âge de glace 2 sont reprises.